# Мистер Фудзи
Гарри Масаёси Фудзивара (англ. Harry Masayoshi Fujiwara, 4 мая 1934, Гонолулу — 28 августа 2016, Кларксвилл, Теннесси) — американский рестлер и менеджер  в рестлинге, известный под именем Мистер Фудзи (англ. Mr. Fuji, или Мастер Фудзи для своих протеже). Он был известен тем, что часто бросал соль в глаза рестлерам-фейсам. Среди известных рестлеров и команд, которыми он руководил, — Дон Мурако, Ёкодзуна и «Разрушение».

## Ранняя жизнь
Гарри Масаёси Фудзивара родился 4 мая 1934 года в Гонолулу, Гавайи. У него были японские и гавайские корни.

## Смерть

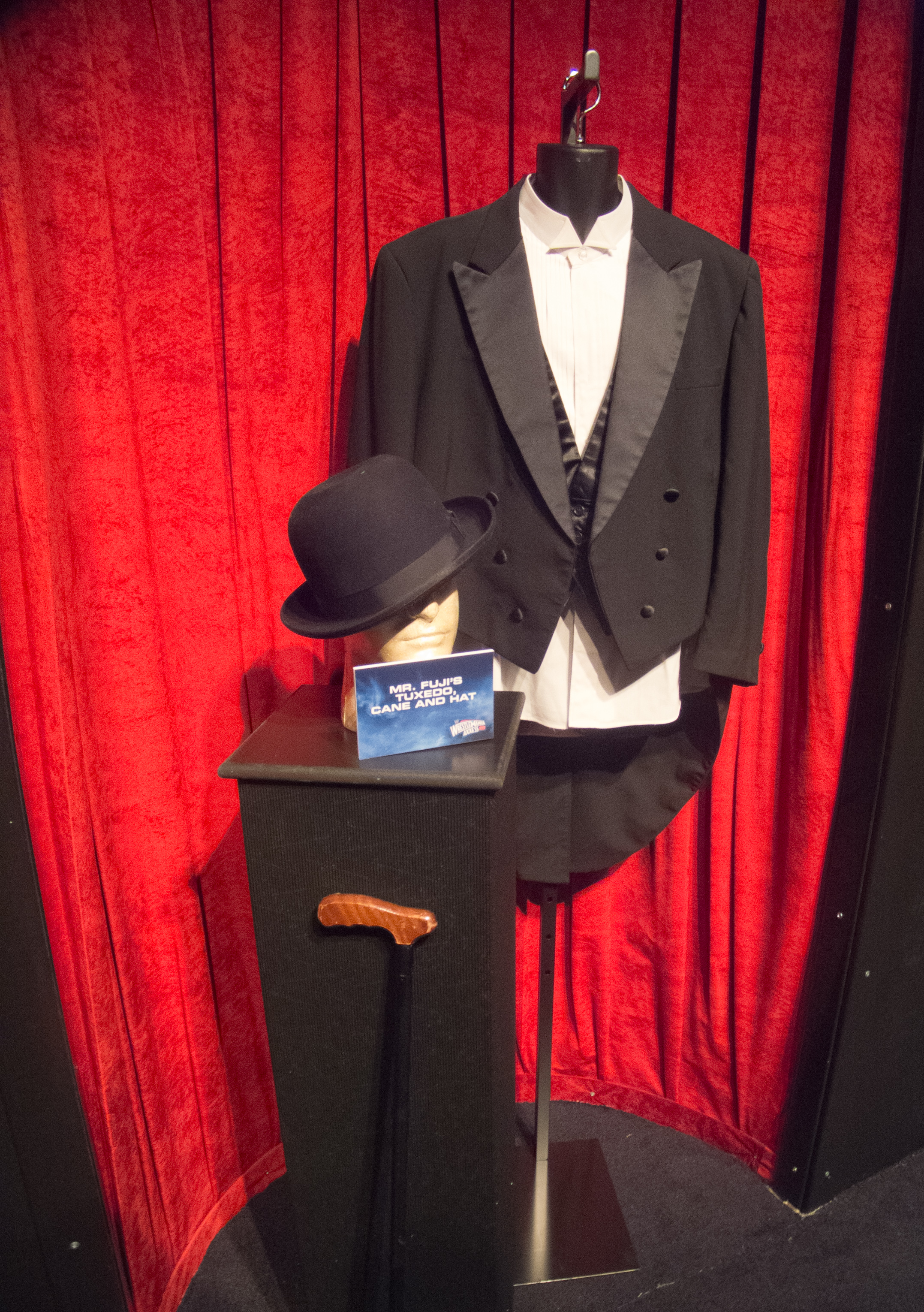
Наряд Мистера Фудзи на WrestleMania Axxess

Фудзивара умер от естественных причин в возрасте 82 лет 28 августа 2016 года в Кларксвилле, Теннесси. У него осталось пять детей, а также 13 внуков и пять правнуков.
Дочь Келли Фудзивара Слоан, была частью коллективного иска против WWE, в котором утверждалось, что промоушен не защитил своих сотрудников от травм головы, причем судебный процесс был последствием двойного убийства и самоубийства Криса Бенуа в 2007 году. Адвокат Константин Кирос заявил, что у Фудзивары была диагностирована хроническая травматическая энцефалопатия. В сентябре 2018 года окружной судья США Ванесса Линн Брайант отклонила иск.

## Титулы и достижения
- Continental Wrestling Association
  - Южный командный чемпион AWA (1 раз)— с Тору Танакой[6][7]
- Georgia Championship Wrestling
  - Командный чемпион Джорджии NWA (1 раз)— с Тору Танакой[8]
- Maple Leaf Wrestling
  - Канадский чемпион NWA в тяжёлом весе (версия Торонто) (1 раз)[8]
- Mid-Atlantic Championship Wrestling
  - Командный чемпион NWA Mid-Atlantic (1 раз) — с Гэнъитиро Тенрю[8]
- New England Pro Wrestling Hall of Fame
  - С 2013 года[9]
- NWA Mid-Pacific Promotions
  - Командный чемпион Гавайев NWA (2 раза) — с Кертисом Иаукеа (1) и Карлом фон Штайгером (1)
- NWA New Zealand
  - Чемпион Британского содружества NWA в тяжёлом весе (версия Новой Зеландии) (1 раз)
- NWA San Francisco
  - Чемпион Соединённых Штатов NWA в тяжёлом весе (версия Сан-Франциско) (1 раз)
- Pacific Northwest Wrestling
  - Чемпион NWA Pacific Northwest в тяжёлом весе (1 раз)[8]
  - Командный чемпион NWA Pacific Northwest (4 раза) — с Хару Сасаки (3) и Тони Борном (1)[8]
- Pro Wrestling Illustrated
  - № 445 в топ 500 рестлеров в рейтинге PWI Years в 2003[10]
- Southeastern Championship Wrestling
  - Юго-восточный командный чемпион NWA (1 раз)— с Тору Танакой
- World Championship Wrestling
  - Командный чемпион мира IWA (1 раз) — с Тигром Джитом Сингхом
- World Wide Wrestling Federation / World Wrestling Federation / Entertainment
  - Командный чемпион WWWF/WWF (5 раз)— с Тору Танакой (3) и Мистером Сайто (2)[11]
  - Зал славы WWE (2007)
- World Wrestling Council
  - Чемпион Северной Америки в тяжёлом весе WWC (1 раз)
  - Командный чемпион Северной Америки WWC (1 раз) — с Пьером Мартелем
- Wrestling Observer Newsletter
  - Худший на интервью (1993)
  - Худший менеджер года (1984—1985, 1987—1995)[12]